# Kaoh Chbar
Kaoh Chbar (también transcrito Koh Chbar) es una aldea y una isla en la comuna de Kaoh Khnhaer, Distrito de Sambour, parte de la provincia de Kratie, al este del país asiático de Camboya. Se localiza concretamente en el río Mekong.
El pueblo de Kaoh Chbar empezó con cinco familias que vivían en una pequeña isla en el río Mekong. El nombre Kaoh Chbar, que significa "isla de las plantas" en jemer, se le dio a causa de los cultivos de los residentes en la isla.
De 1945 a 1953, el levantamiento de los locales contra los franceses interrumpió la vida normal del pueblo, y los habitantes se desplazaron a otros asentamientos para escapar de la violencia.